# Motorvägar i Spanien

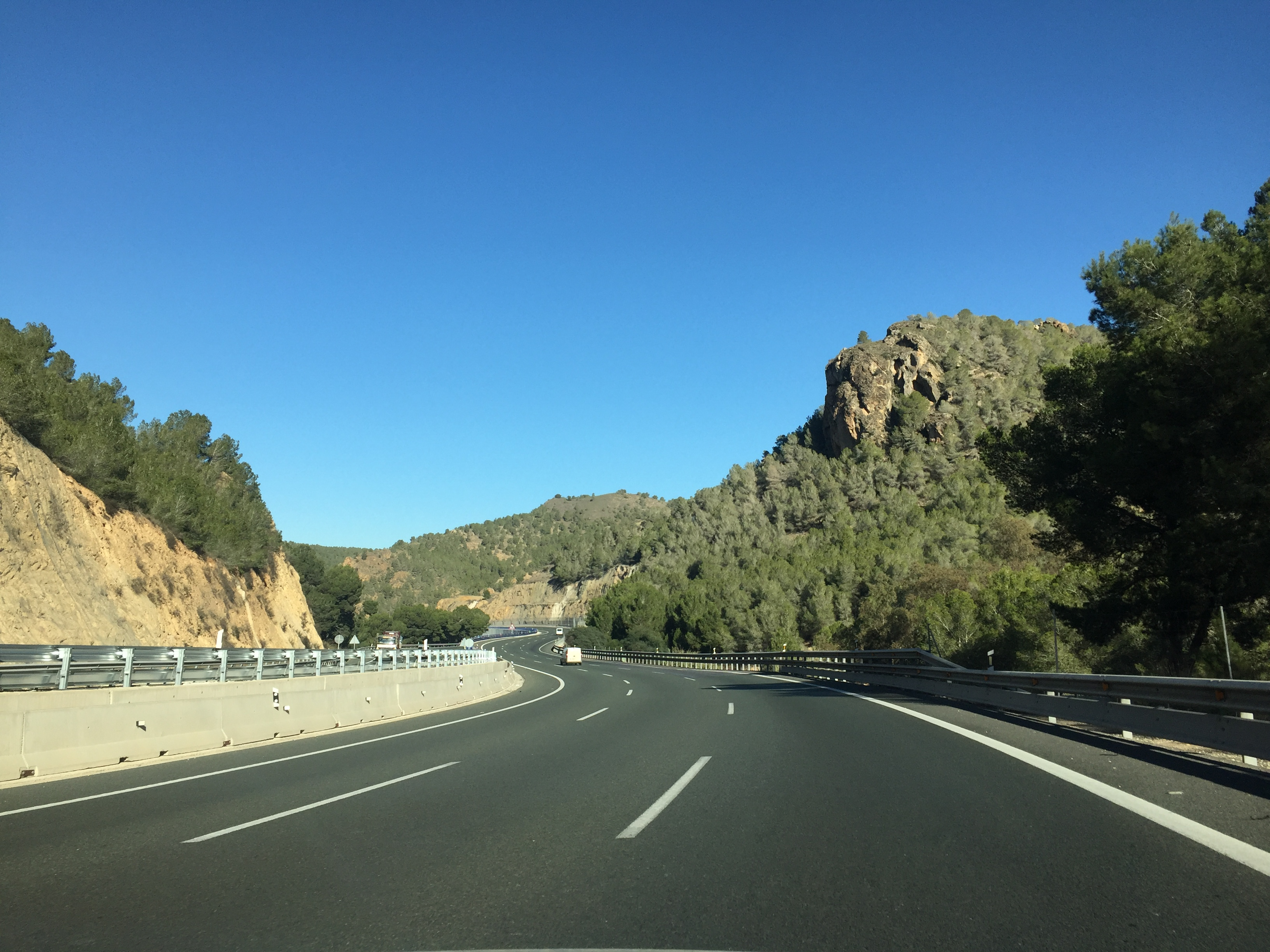
Motorvägen A-30 (Autovía de Murcia) strax sydost om Murcia

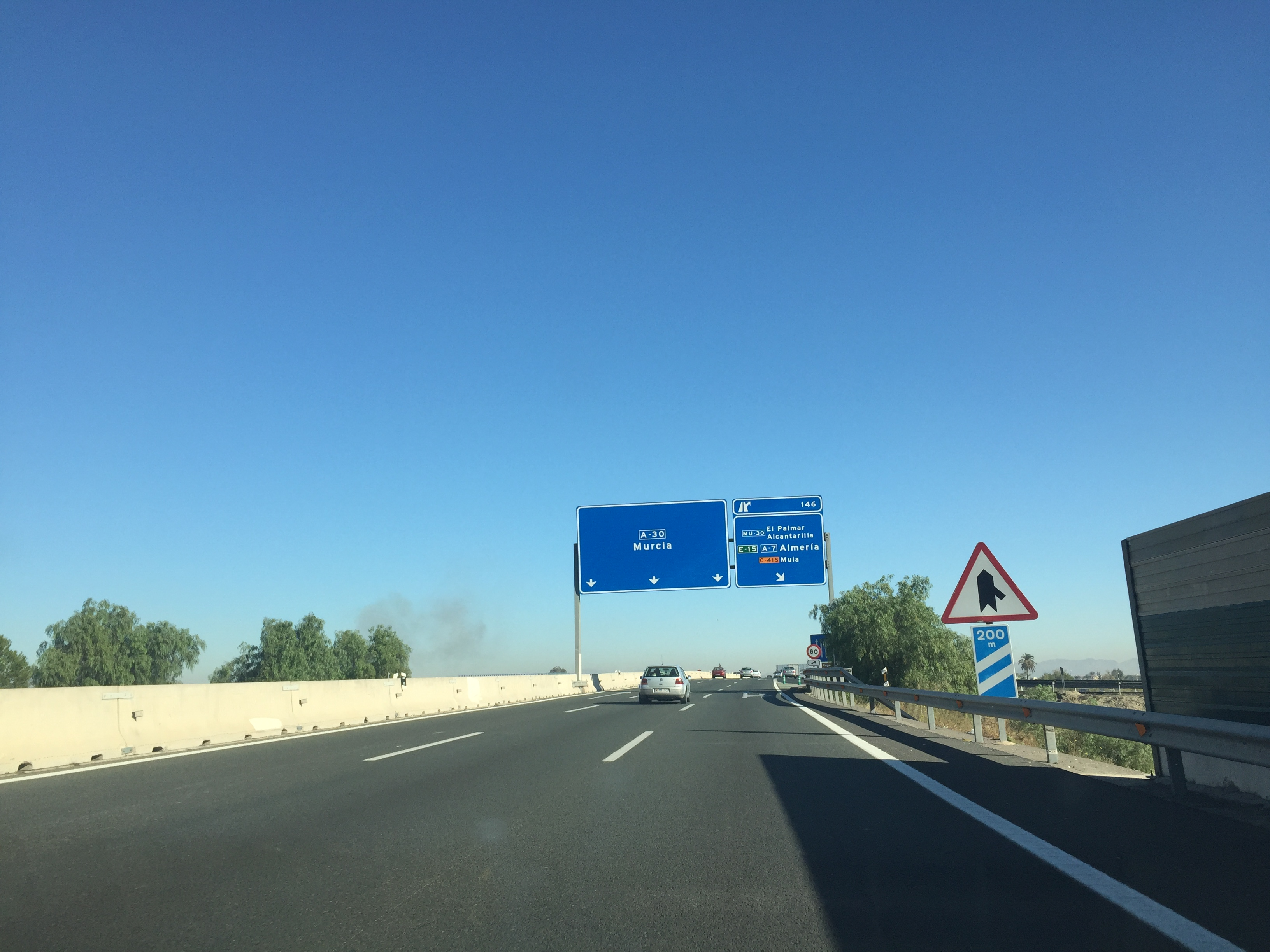
Spanien har blå färg på skyltar längs motorvägen

Den spanska vägnätet består av ca 370 000 km. Det består av avgiftsbelagda motorvägar, fria motorvägar, fyrfältsvägar, vägar med dubbla körfält och konventionella landsvägar. I längduppgiften ingår inte vägar och gator i tätort och inte heller vägar för lantbruk eller skogsbruk. Men med enbart motorvägar och fyrfältsvägar inräknade har Spanien ett vägnät som uppgår till nästan 16 200 km, vilket gör Spanien till det tredje landet i världen i detta avseende, efter USA och Kina.
I Spanien finns två typer av motorvägar, autopista och autovia. Autopista är betalmotorvägar medan autovía är utan kostnad för användaren. Autopista håller en sådan standard att de närmast kan jämställas med svenska motorvägar. Autovía har en sämre standard vad gäller säkerhet och kan i vissa fall till och med ha korsningar i samma plan med trafikljus. En alternativ översättning av Autovía kan därför vara fyrfältsväg.
Fram till 2003 hade autopista och autovía samma prefix, nämligen A-XX. Många autovías hade dessutom samma prefix som vanliga landsvägar. En nummerreform gjorde dock att samtliga autopistas fick prefixet AP-XX medan alla autovías nu har A-XX. Detta för att användaren ska veta om vägen är avgiftsbelagd. I Madrid är dessutom förbifarterna avgiftsbelagda och har då prefixet R-X (radial) trots att de är autopistas.
I Spanien har man två typer av skyltar som symboliserar motorväg. Båda dessa skylttyper kan ses till höger. Den övre skylten är den internationella standardskylt som finns i övriga Europa som till exempel Sverige och är också den som överensstämmer med den europeiska standarden. I Spanien används dock denna skylt enbart på betalmotorvägarna autopista. För de övriga motorvägarna autovía används den nedre skylten. Denna skylt är helt unik för Spanien och kan därför bli svårförstådd för utländska trafikanter.

## Motorvägar mellan städer
De följande motorvägarna tillhör det statliga vägnätet och underhålls antingen av den spanska motsvarigheten till det svenska Trafikverket eller om det är en betalmotorväg (autopista) av det företag som fått det uppdraget.
| Vägnummer | Lokalt namn                              | Sträckning |
| --------- | ---------------------------------------- | --- |
| A-1       | Autovía del Norte                        | Madrid-Burgos, Armiñón-Vitoria-*-Irún                                                                                |
| AP-1      | Autopista del Norte                      | Burgos-Armiñón |
| A-2       | Autovía del Nordeste                     | Madrid-Guadalajara-Zaragoza, Fraga-Lleida-Barcelona                                                                  |
| AP-2      | Autopista del Nordeste                   | Zaragoza-Lleida-El Vendrell                                                                                          |
| A-3       | Autovía del Este                         | Madrid-Atalaya del Cañavate-Valencia                                                                                 |
| A-4       | Autovía del Sur                          | Madrid-Córdoba-Sevilla, Jerez de la Frontera-A-48                                                                    |
| AP-4      | Autopista del Sur                        | Sevilla-Cádiz |
| A-5       | Autovía del Suroeste                     | Madrid-Mérida-Badajoz-Portugal                                                                                       |
| A-6       | Autovía del Noroeste                     | Madrid-Vilalba, Adanero-Tordesillas-Benavente-Lugo-La Coruña                                                         |
| AP-6      | Autopista del Noroeste                   | Vilalba-Adanero |
| A-7       | Autovía del Mediterráneo                 | Puçol-Valencia-Silla, Crevillente-Murcia-Almería-*-Málaga-Algeciras                                                  |
| AP-7      | Autopista del Mediterráneo               | Frankrike-La Junquera-Gerona-Barcelona-Tarragona-Puzol, Silla-Alicante, Crevillent-Cartagena-*-Vera, Málaga-Guadiaro |
| A-8       | Autovía del Cantábrico                   | Bilbao-Torrelavega-Gijón-*-Baamonde                                                                                  |
| AP-8      | Autopista del Cantábrico                 | Behobia-San Sebastián-Bilbao                                                                                         |
| AP-9      | Autopista del Atlántico                  | Ferrol-La Coruña-Santiago-Pontevedra-Vigo-Tui-Portugal                                                               |
| A-10      | Autovía de la Barranca                   | Irurtzun-Alsasua |
| A-11      | Autovía del Duero                        | Soria-*-Valladolid-Zamora-*-Portugal                                                                                 |
| A-12      | Autovía del Camino de Santiago           | Pamplona-*-Logroño-*-Burgos-León                                                                                     |
| A-13      | -                                        | - |
| A-14      | -                                        | Lleida-*-Vielha-*-Frankrike                                                                                          |
| AP-15     | Autopista de Navarra                     | Medinaceli-*-Soria-*-Pamplona-Irurtzun                                                                               |
| A-16      | -                                        | - |
| A-17      | -                                        | - |
| A-18      | -                                        | Barcelona-Terrassa                                                                                                   |
| A-19      | -                                        | Barcelona-*-Massanet                                                                                                 |
| A-20      | -                                        | - |
| A-21      | Autovía del Pirineo                      | Pamplona-*-Jaca |
| A-22      | -                                        | Lleida-Huesca |
| A-23      | Autovía Mudéjar                          | Sagunto-Teruel-Zaragoza-Huesca-Somport-Frankrike                                                                     |
| A-24      | -                                        | Daroca-*-Calatayud-*-Soria-*-Burgos                                                                                  |
| A-25      | -                                        | - |
| A-26      | -                                        | Figueres-*-Olot |
| A-27      | -                                        | Tarragona-*-Montblanc                                                                                                |
| A-28      | -                                        | - |
| A-29      | -                                        | - |
| A-30      | Autovía de Murcia                        | Albacete-Murcia-Cartagena                                                                                            |
| A-31      | Autovía de Alicante                      | Atalaya del Cañavate-Albacete-Alicante                                                                               |
| A-32      | Autovía de Levante                       | Bailén-*-Linares-*-Albacete                                                                                          |
| A-33      | -                                        | Cieza-*-Yecla-*-Fuente la Higuera                                                                                    |
| A-34      | -                                        | L'Hospitalet de l'Infant-*-Vila-seca                                                                                 |
| A-35      | -                                        | Almansa-Xàtiva |
| AP-36     | -                                        | Ocaña-*-La Roda |
| AP-37     | -                                        | Alicante-*-Murcia |
| A-38      | -                                        | - |
| A-39      | -                                        | - |
| A-40      | Autovía de Castilla-La Mancha            | Maqueda-*-Toledo-*-Cuenca-*-Teruel                                                                                   |
| A-41      | -                                        | Madrid-Toledo-*-Ciudad Real-Córdoba                                                                                  |
| A-42      | Autovía de Toledo                        | Madrid-Toledo |
| A-43      | Autovía Extremadura-Comunidad Valenciana | Mérida-*-Ciudad Real-*-Atalaya del Cañavate                                                                          |
| A-44      | Autovía de Sierra Nevada                 | Bailén-Jaén-Granada-Motril                                                                                           |
| A-45      | Autovía de Málaga                        | Córdoba-Málaga |
| AP-46     | -                                        | Alto de las Pedrizas-*-Málaga                                                                                        |
| A-47      | -                                        | Sevilla-*-Rosal de la Frontera-Portugal                                                                              |
| A-48      | -                                        | Cádiz-Algeciras |
| A-49      | Autovía del Quinto Centenario            | Sevilla-Huelva-Ayamonte-Portugal                                                                                     |
| A-50      | Autovía de la Cultura                    | Ávila-*-Salamaca |
| AP-51     | Conexión Ávila                           | Villacastín-Ávila |
| A-52      | Autovía de las Rías Bajas                | Benavente-Orense-Vigo                                                                                                |
| AP-53     | Autopista central gallega                | Orense-Santiago |
| A-54      |                                          | Lugo-*-Santiago |
| A-55      | -                                        | Vigo-Tui-Portugal |
| A-56      | -                                        | Guntín de Pallares-*-Orense                                                                                          |
| A-57      | -                                        | La Cañiza-*-Pontevedra                                                                                               |
| A-58      | -                                        | Trujillo-*-Cáceres                                                                                                   |
| A-59      | -                                        | - |
| A-60      | -                                        | Valladolid-*-León |
| AP-61     | Conexión Segovia                         | San Rafael-Segovia                                                                                                   |
| A-62      | Autovía de Castilla                      | Burgos-Valladolid-Salamanca-Fuentes de Oñoro-Portugal                                                                |
| A-63      | -                                        | Oviedo-La Espina |
| A-64      | -                                        | Villaviciosa-Oviedo                                                                                                  |
| A-65      | -                                        | Benavente-*-Palencia                                                                                                 |
| A-66      | Autovía Ruta de la Plata                 | Gijón-Oviedo-León-Benavente-*-Zamora-Salamanca-Cáceres-Badajoz-Sevilla                                               |
| A-67      | Autovía Cantabria - Meseta               | Santander-*-Palencia-Venta de Baños                                                                                  |
| AP-68     | Autopista Vasco-Aragonesa                | Bilbao-Logroño-Zaragoza                                                                                              |
| A-69      | Autovía Dos Mares                        | Cantabria-*-Pancorbo-*-Haro                                                                                          |
| A-70      | -                                        | - |
| AP-71     | Autopista León-Astorga                   | León-Astorga |
| A-72      | -                                        | Monforte de Lemos-*-Chantada                                                                                         |
| A-73      | -                                        | Burgos-*-Aguilar de Campoo                                                                                           |
| A-74      | -                                        | Almadén-*-A-43 |
| A-75      | -                                        | - |
| A-76      | -                                        | - |
| A-77      | Acceso noroeste a Alicante               | - |
| A-78      | -                                        | Elche-Crevillent |
| A-79      | -                                        | Elche-Alicante |
| A-80      | Autovía del Sella                        | Ribadesella-*-Cangas de Onís                                                                                         |
| A-91      | -                                        | Puerto Lumbreras-Vélez Rubio                                                                                         |

(*under byggnad eller projekterad)

## Radialmotorvägen
Radialmotorvägarna är sex betalmotorvägar som går ut från Madrid enligt ett stjärnmönster. De går parallellt med gratismotorvägarna A-1 (motorväg, Spanien), A-2 (motorväg, Spanien), A-3 (motorväg, Spanien), A-4 (motorväg, Spanien), A-5 (motorväg, Spanien) och A-6 (motorväg, Spanien). Radialmotorvägarna byggdes av premiärminister José María Aznars regering för att avlasta gratismotorvägarna som ledde ut ur staden.
| Vägnummer | Sträckning             |
| --------- | ---------------------- |
| R-1       | Inte byggd             |
| R-2       | Madrid-Guadalajara     |
| R-3       | Madrid-Arganda del Rey |
| R-4       | Madrid-Aranjuez-Ocaña  |
| R-5       | Madrid-Navalcarnero    |

## Autonoma motorvägar
De autonoma motorvägarna är motorvägar som är av speciell ekonomisk vikt för en speciell autonom region och av den anledningen så är det regionen som underhåller och driver vägen. Dessa motorvägar uppgår till dryga 2000 kilometer eller 20 procent av hela det spanska motorvägsnätet.
| Autonom region      | Vägnummer | Lokalt namn                                | Sträckning                                  |
| ------------------- | --------- | ------------------------------------------ | ------------------------------------------- |
| Andalusien          | A-92      | -                                          | Sevilla-Antequera-Granada-Guadix-Almería    |
| Andalusien          | A-92N     | -                                          | Guadix-Frontera Andalucía-Región de Murcia  |
| Andalusien          | A-3122    | -                                          | Sevilla-La Puebla del Río                   |
| Andalusien          | A-316     | -                                          | Jaén-Martos                                 |
| Andalusien          | A-92G     | -                                          | Santafé-Granada                             |
| Andalusien          | A-357     | -                                          | Málaga-Cártama                              |
| Andalusien          | A-92M     | -                                          | Estación de Salinas-Puerto de las Pedrizas  |
| Andalusien          | A-376     | -                                          | Sevilla-Utrera                              |
| Andalusien          | A-381     | -                                          | Jerez de la Frontera-Los Barrios            |
| Andalusien          | A-382     | -                                          | Jerez de la Frontera-*-Arcos de la Frontera |
| Andalusien          | A-395     | Ronda Sur                                  | Granada                                     |
| Andalusien          | A-431     | -                                          | Córdoba-Villarrubia                         |
| Andalusien          | A-483     | -                                          | Bollullos Par del Condado-Almonte           |
| Andalusien          | A-491     | -                                          | *Circunvalación del Puerto de Santa María   |
| Andalusien          | A-497     | -                                          | Huelva-Punta Umbría                         |
| Asturien            | AS-1      | Autovía minera                             | Gijón-Mieres                                |
| Asturien            | AS-17     | -                                          | Avilés-Viella                               |
| Balearerna          | PM-1      | -                                          | Palma de Mallorca-Palmanova                 |
| Balearerna          | PM-19     | -                                          | Palma de Mallorca-El Arenal                 |
| Balearerna          | PM-27     | -                                          | Palma de Mallorca-Inca                      |
| Balearerna          | PM-602    | -                                          | El Arenal-Llucmajor                         |
| Extremadura         | A-EX01    | -                                          | Plasencia-Navalmoral de la Mata             |
| Kanarieöarna        | -         | -                                          | -                                           |
| Kastilien-La Mancha | CM-42     | Autovía de los Viñedos                     | Toledo-Tomelloso                            |
| Kastilien-Leon      | A-231     | Autovía Camino de Santiago                 | Burgos-León                                 |
| Katalonien          | C-17      |                                            | Barcelona - Vic                             |
| Katalonien          | C-16      |                                            | Barcelona - Berga                           |
| Katalonien          | C-32      | Autopista de Pau Casals                    | El Vendrell - Blanes                        |
| Katalonien          | C-60      | Autopista de la Roca                       | Mataró - La Roca del Vallès                 |
| Katalonien          | C-33      | Acceso a Barcelona desde la Autopista AP-7 | Montmeló - Barcelona                        |
| Valenciana          | C-40      | -                                          | Xàtiva - Albaida                            |
| Valenciana          | C-10      | -                                          | La Pobla Tornesa - Almenara                 |
| Valenciana          | C-35      | -                                          | Valencia - Llíria                           |
| Valenciana          | C-80      | -                                          | Ibi - Sax                                   |
| Valenciana          | C-90      | -                                          | Benijófar - Torrevieja                      |
| Galicien            | AG-55     | -                                          | La Coruña-Carballo                          |
| Galicien            | AG-57     | Autopista de Val Miñor                     | Bayona-Vigo                                 |
| Galicien            | AG-64     | -                                          | Ferrol-*-Los Puentes de García Rodríguez    |
| Galicien            | VRG-11    | -                                          | Padrón-Ribeira                              |
| Galicien            | VRG-41    | -                                          | Nogueira-*-Noalla                           |
| Madrid              | M-607     | Autovía de Colmenar Viejo                  | Madrid - Colmenar Viejo                     |
| Madrid              | M-501     | Autovía de Los Pantanos                    | Madrid - Quijorna                           |
| Murcia              | C-415     | -                                          | Alcantarilla - Caravaca de la Cruz          |
| Murcia              | C-3319    |                                            | Baños y Mendigo - San Javier                |
| Murcia              | MU-312    |                                            | El Algar - La Manga del Mar Menor           |
| Navarra             | -         | -                                          | -                                           |
| Baskien             | BI-631    | Autovía Bilbao-Mungia                      | Bilbao - Mungia                             |

(*under byggnad eller projekterad)

## Stadsmotorvägar
| Stad              | Vägnummer | Lokalt namn                           | Sträckning                |
| ----------------- | --------- | ------------------------------------- | ------------------------- |
| Almeria           | AL-12     | Acceso este a Almería                 | -                         |
| Barcelona         | B-10      | Ronda litoral de Barcelona            | -                         |
| Barcelona         | B-20      | Ronda norte de Barcelona              | -                         |
| Barcelona         | C-32b     | Acceso al Aeropuerto de Barcelona     | -                         |
| Barcelona         | B-23      | Acceso al centro de Barcelona         | -                         |
| Barcelona         | B-24      | Acceso a Barcelona desde Vallirana    | -                         |
| Barcelona         | B-30      | Calzadas laterales de AP-7            | -                         |
| Burgos            | BU-11     | Acceso sur a Burgos                   | -                         |
| Burgos            | BU-30     | Circunvalación de Burgos              | -                         |
| Cadiz             | CA-33     | San Fernando-Cádiz                    | -                         |
| Cadiz             | CA-34     | Acceso a Gibraltar                    | -                         |
| Cartagena         | CT-33     | Acceso a la dársena de Cartagena      | -                         |
| Córdoba           | CO-31     | Acceso norte a Córdoba                | -                         |
| Cuenca            | CU-11     | Acceso oeste a Cuenca                 | -                         |
| Gijón             | GJ-81     | Acceso sur a Gijón                    | -                         |
| Huelva            | H-31      | Acceso a Huelva desde A-49            | -                         |
| Ibiza             | E-20      | Circunvalación de Ibiza               | -                         |
| León              | LE-20     | Circunvalación de León                | -                         |
| León              | LE-30     | Ronda exterior de León                | -                         |
| Lleida            | LL-12     | Acceso sur a Lleida                   | -                         |
| Lleida            | LL-11     | Acceso este a Lleida                  | -                         |
| Logroño           | LO-20     | Circunvalación sur de Logroño         | -                         |
| Madrid            | M-30      | Circunvalación de Madrid              | -                         |
| Madrid            | M-40      | Circunvalación de Madrid              | -                         |
| Madrid            | M-45      | Circunvalación de Madrid              | -                         |
| Madrid            | M-50      | Circunvalación de Madrid              | -                         |
| Malaga            | MA-22     | Acceso al puerto de Málaga            | -                         |
| Malaga            | MA-24     | Acceso este a Málaga (La Araña)       | -                         |
| Murcia            | MU-30     | Circunvalación de Murcia              | -                         |
| Oviedo            | O-11      | Acceso este a Oviedo                  | -                         |
| Oviedo            | O-12      | Acceso sur a Oviedo                   | -                         |
| Palencia          | P-11      | Acceso sur a Palencia                 | -                         |
| Palma de Mallorca | PM-20     | Circunvalación de Palma de Mallorca   | -                         |
| Santander         | S-10      | Acceso este a Santander               | Solares-Santander         |
| Santander         | S-20      | Acceso oeste a Santander              | Bezana-El Sardinero       |
| Santander         | S-30      | Ronda de la Bahía de Santander*       | San Salvador-Peñacastillo |
| Salamanca         | SA-10     | Acceso Norte de Salamanca             | -                         |
| Salamanca         | SA-20     | Ronda sur de Salamanca                | -                         |
| Segovia           | SG-20     | Ronda sur de Segovia                  | -                         |
| Sevilla           | SE-20     | Ronda Supernorte (Cartuja-Aeropuerto) | -                         |
| Sevilla           | SE-30     | Circunvalación de Sevilla             | -                         |
| Sevilla           | SE-E0     | Circunvalación de Sevilla*            | -                         |
| Sevilla           | A-431     | Acceso Metropolitano Norte*           | -                         |
| Soria             | SO-20     | Circunvalación de Soria               | -                         |
| Tarragona         | T-11      | Acceso a Tarragona desde Reus         | Reus-Tarragona            |
| Toledo            | TO-20     | Circunvalación de Toledo              | -                         |
| Valencia          | V-11      | Acceso al Aeropuerto de Valencia      | -                         |
| Valencia          | V-21      | Acceso a Valencia desde Puzol         | Puçol-Valencia            |
| Valencia          | V-30      | Circunvalación de Valencia            | -                         |
| Valencia          | V-31      | Acceso al Aeropuerto de Valencia      | -                         |
| Valladolid        | VA-11     | Acceso este a Valladolid              | -                         |
| Valladolid        | VA-20     | Ronda este de Valladolid              | -                         |
| Zaragoza          | Z-40      | Cuarto cinturón de Zaragoza           | -                         |

(*under byggnad eller projekterad)